# Cyrnodes scotti
Cyrnodes scotti är en nattsländeart som beskrevs av Georg Ulmer 1910. Cyrnodes scotti ingår i släktet Cyrnodes och familjen fångstnätnattsländor. Inga underarter finns listade i Catalogue of Life.